# Вензовно
Вензовно (пол. Więzowno, нім. Wensau) — село в Польщі, у гміні Короново Бидґозького повіту Куявсько-Поморського воєводства.
Населення — 374 особи (2011).
У 1975-1998 роках село належало до Бидгощського воєводства.

## Демографія
Демографічна структура станом на 31 березня 2011 року:
|          | Загалом | Допрацездатний вік | Працездатний вік | Постпрацездатний вік |
| -------- | ------- | ------------------ | ---------------- | -------------------- |
| Чоловіки | 182     | 34                 | 135              | 13                   |
| Жінки    | 192     | 38                 | 116              | 38                   |
| Разом    | 374     | 72                 | 251              | 51                   |